# کیرک‌کالدی
latitudeکیرک‌کالدیlongitudeکیرک‌کالدی
کیرک‌کالدی (به انگلیسی: Kirkcaldy) یک شهرک در اسکاتلند است که در فایف واقع شده‌است.

## خصوصیات
کیرک‌کالدی ۴۹٬۷۰۹ نفر جمعیت دارد.

## خواهرخوانده
شهر اینگولشتات خواهرخواندهٔ کرکودی هست.